# Crescimento pós‐traumático
Em psicologia, crescimento pós‐traumático (CPT) é a mudança psicológica positiva experimentada como resultado do enfrentamento de circunstâncias de vida extremamente desafiadoras e estressantes. Essas circunstâncias representam desafios significativos para os recursos adaptativos do indivíduo e impõem desafios à forma como o indivíduo compreende o mundo e seu lugar nele. O crescimento pós‐traumático envolve mudanças psicológicas “transformadoras” no modo de pensar e de se relacionar com o mundo e com o próprio eu, que contribuem para um processo pessoal de mudança, dotado de profundo significado.
Indivíduos que experienciam crescimento pós‐traumático frequentemente relatam mudanças nas seguintes cinco áreas: valorização da vida; relacionar-se com os outros; força pessoal; novas possibilidades; e mudança espiritual, existencial ou filosófica.
Essas mudanças permitem que os indivíduos atribuam significado à sua experiência traumática, possibilitando melhor autoconhecimento, apreciação de todos os aspectos de suas vidas, relações mais sólidas que aumentam a empatia, e a transformação da força pessoal em resiliência, enquanto experiências espirituais ou filosofias auxiliam na incorporação de novas crenças fundamentais. Essas cinco áreas permitem que o indivíduo cresça e encontre significado em fontes diversas, porém interligadas.

## Contexto global e história
A compreensão de que o sofrimento e a aflição podem gerar mudanças positivas tem milhares de anos. Por exemplo, algumas das primeiras ideias e escritos dos antigos hebreus, gregos e dos primeiros cristãos, bem como alguns dos ensinamentos do hinduísmo, budismo e islamismo e da fé bahá'í contêm elementos do potencial transformador do sofrimento. As tentativas de compreender e descobrir o significado do sofrimento humano constituem um tema central em muitas investigações filosóficas, aparecendo também nas obras de romancistas, dramaturgos e poetas.
Na psicologia tradicional, o equivalente a florescer é a resiliência, que consiste em retomar o nível anterior de funcionamento antes de um trauma, estressor ou desafio. A diferença entre resiliência e florescimento reside no ponto de recuperação – florescer vai além da resiliência e envolve encontrar benefícios mesmo diante dos desafios.
O termo "crescimento pós‐traumático" foi cunhado pelos psicólogos Richard Tedeschi e Lawrence Calhoun na Universidade da Carolina do Norte em Charlotte. Segundo Tedeschi, até 89% dos sobreviventes relatam pelo menos um aspecto do crescimento pós‐traumático, como uma renovada valorização pela vida.
Variantes da ideia incluem o modelo de crescimento relacionado ao estresse, proposto por Crystal Park, que destacou o sentido de significado derivado no contexto de adaptação a situações desafiadoras e estressantes, e o modelo de crescimento adversarial, proposto por Joseph e Linley, que relaciona o crescimento ao bem-estar psicológico. Segundo esse modelo, ao enfrentar uma situação desafiadora, o indivíduo pode integrar a experiência traumática em seu sistema atual de crenças ou modificá-lo com base na nova experiência. Se o indivíduo assimilar positivamente as informações relacionadas ao trauma e integrar crenças anteriores, pode ocorrer crescimento psicológico após a adversidade.

## Desenvolvimento do crescimento pós‐traumático

### A relação entre trauma, CPT e outros resultados
O trauma psicológico é uma resposta emocional desencadeada por eventos extremamente angustiantes que fogem à experiência humana comum. Embora a ideia de que mudanças positivas possam ocorrer após o trauma pareça paradoxal, ela é comum e bem documentada. Contudo, nem todo indivíduo que passa por um evento traumático necessariamente desenvolverá crescimento pós‐traumático. Isso porque o crescimento não ocorre como resultado direto do trauma; é a luta do indivíduo com a nova realidade após o trauma que determina a extensão do crescimento.
Embora o CPT frequentemente leve a modos de vida mais gratificantes e significativos, a presença do CPT e a aflição podem coexistir. Experimentar trauma geralmente está associado a aflição e perda, e o CPT não altera essa realidade. O CPT e desfechos negativos relacionados ao trauma (por exemplo, Transtorno de estresse pós-traumático) frequentemente coexistem. Notavelmente, os relatos de experiências de crescimento após eventos traumáticos superam em número os relatos de transtornos psiquiátricos.

### Criando o crescimento pós‐traumático
O crescimento pós‐traumático ocorre quando o indivíduo tenta se adaptar a circunstâncias extremamente negativas que podem gerar altos níveis de aflição psicológica, como crises de vida significativas, as quais geralmente desencadeiam reações psicológicas desagradáveis. Tais experiências costumam alterar ou renovar os relacionamentos ou conceitos fundamentais, conduzindo ao CPT.

#### Modelo do CPT

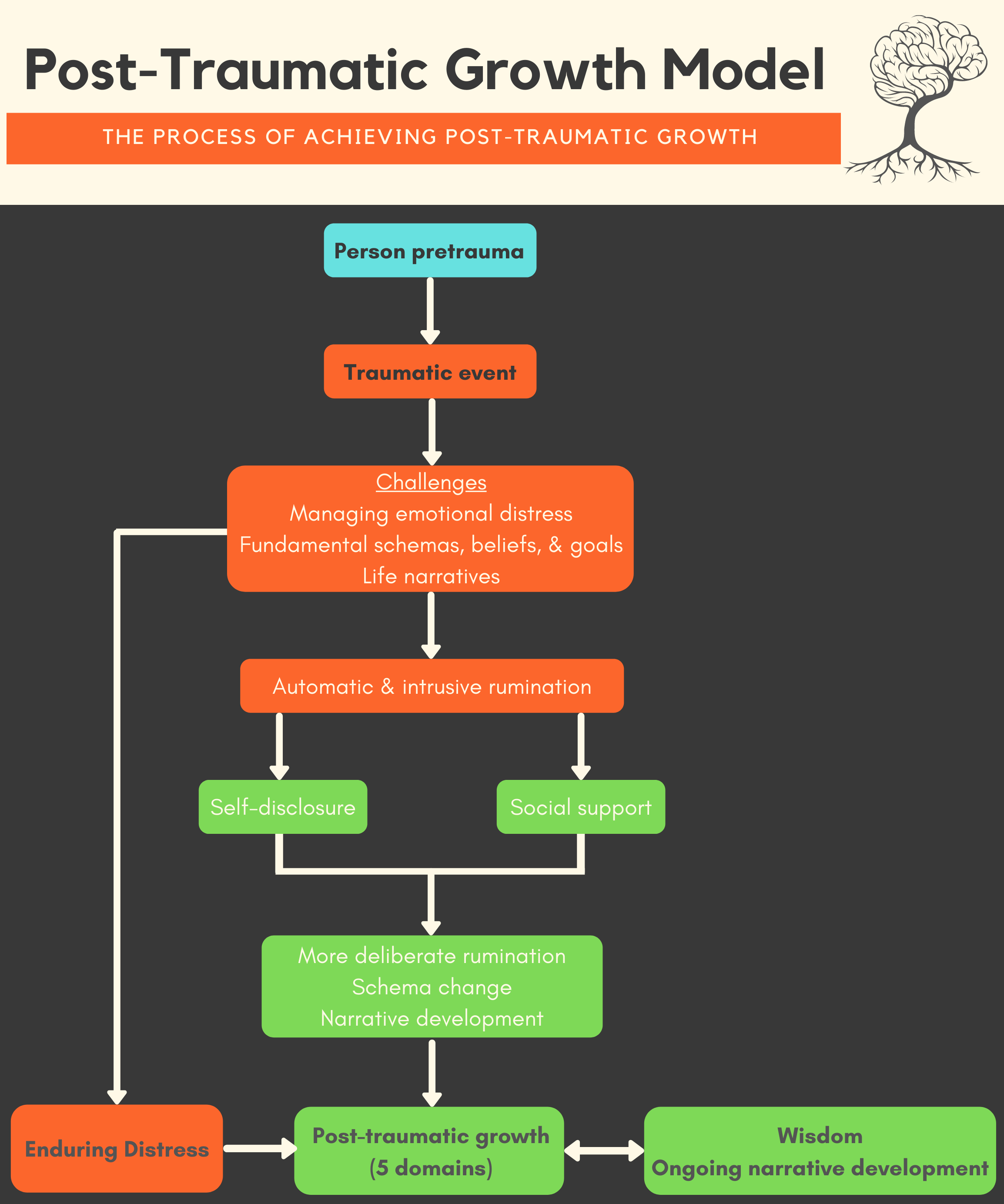
Um Modelo de Crescimento Pós‐Traumático

Calhoun e Tedeschi (2006) apresentam seu modelo atualizado de crescimento pós‐traumático no Manual de Crescimento Pós‐Traumático: Pesquisa e Prática. Essencialmente, esse modelo inclui:
- Características da Pessoa e das Circunstâncias Desafiadoras[15]
- Gestão da Aflição Emocional[15]
- Ruminção[15]
- Auto‐revelação[15]
- Influências Socioculturais[15]
- Desenvolvimento de Narrativas[15]
- Sabedoria de Vida[15]

#### Fatores promotores
Diversos fatores foram identificados como associados ao desenvolvimento do CPT. Em 2011, Iversen, Christiansen e Elklit sugeriram que os preditores de crescimento têm efeitos distintos em níveis micro, meso e macro, e que um preditor positivo de crescimento em um nível pode ser um preditor negativo em outro. Isso pode explicar alguns resultados inconsistentes na pesquisa.
Trauma psicológico – Tipos: As características do evento traumático podem contribuir para o desenvolvimento ou inibição do CPT. Por exemplo, para que o CPT ocorra, a gravidade da experiência traumática deve ser suficiente para ameaçar a compreensão preexistente do mundo ou a narrativa pessoal do indivíduo. Entretanto, uma exposição a um trauma extremamente severo pode sobrecarregar a capacidade de compreensão e crescimento do indivíduo. A vivência de múltiplas fontes de trauma também é considerada promotora do CPT. Embora os papéis de gênero não prevejam consistentemente o CPT, eles indicam o tipo de trauma que um indivíduo experimenta. Mulheres tendem a sofrer vitimizações de forma mais individual e interpessoal (por exemplo, vitimização sexual), enquanto homens tendem a experienciar traumas mais sistêmicos e coletivos (por exemplo, experiências militares e de combate). Dado que a dinâmica grupal aparenta ter papel preditivo no crescimento pós‐traumático, pode-se argumentar que o tipo de exposição pode, indiretamente, prever o crescimento em homens (Lilly 2012).
Resposta à experiência traumática: As diferentes maneiras pelas quais uma pessoa processa ou se envolve após um evento traumático podem influenciar se o CPT ocorre. A presença de ruminção, compartilhamento de emoções negativas, estratégias de enfrentamento positivas (por exemplo, espiritualidade), centralidade do evento, resiliência e ações de crescimento estão associadas a um aumento do CPT.
Muitos indivíduos ruminam extensivamente sobre uma experiência traumática após sua ocorrência. Nesse contexto, a ruminção não é necessariamente negativa e pode equivaler ao engajamento cognitivo. Quando isso ocorre, o indivíduo investe recursos mentais para compreender e dar sentido à experiência. Geralmente, as pessoas fazem isso para entender e explicar o ocorrido (Por quê? Como?) e para descobrir como essa experiência influencia suas percepções e planos (O que isso significa? E agora?). Embora nenhuma forma de ruminção seja completamente negativa, a ruminção deliberada, em oposição à intrusiva, tende a ser a mais eficaz na promoção do crescimento.
O uso de diferentes enfrentamentos para se ajustar a um estressor também pode influenciar o desenvolvimento do CPT. Como demonstraram Richard G. Tedeschi e outros pesquisadores do crescimento pós‐traumático, a capacidade de aceitar situações imutáveis é essencial para a adaptação a eventos traumáticos. Eles denominam isso "enfrentamento por aceitação" e constataram que aceitar a realidade é um preditor significativo do crescimento pós‐traumático. Também se alega, embora ainda sob investigação, que a oportunidade de divulgar emoções pode levar ao crescimento pós‐traumático, mesmo que não reduza significativamente os sintomas de estresse pós‐traumático.
Características individuais: Certos traços de personalidade foram associados a um aumento do CPT. Entre esses traços estão: abertura, afabilidade, comportamentos altruístas, extroversão, conscienciosidade, senso de coerência (SOC), senso de propósito, otimismo e baixa neuroticismo. Mesmo o narcisismo, embora geralmente indesejado, também está associado ao CPT. Tais traços podem ampliar a capacidade do indivíduo de se adaptar aos traumas, favorecendo o crescimento.
Apoio Social: O apoio social tem sido identificado como um mediador do CPT. Altos níveis de apoio social pré‐exposição estão associados ao crescimento, e há evidências neurobiológicas de que o apoio modula a resposta patológica ao estresse no eixo hipotálamo-hipófise-adrenocortical do cérebro (Ozbay 2007). Ademais, contar com pessoas que ofereçam suporte pode auxiliar na construção de narrativas sobre as mudanças ocorridas e na integração de novas perspectivas aos esquemas pessoais. Tais relacionamentos auxiliam na elaboração de narrativas – fundamentais no crescimento pós‐traumático, pois forçam os sobreviventes a enfrentar questões de significado e a reconstruir respostas para elas.
Religião e espiritualidade: A espiritualidade demonstrou alta correlação com o crescimento pós‐traumático e, de fato, muitas das crenças mais profundas podem resultar da exposição a traumas.
Outras variáveis
Idade: O crescimento pós‐traumático tem sido estudado em crianças em menor escala. Uma revisão realizada por Meyerson e colegas encontrou diversas relações entre fatores sociais e psicológicos e o crescimento pós‐traumático em crianças e adolescentes, mas concluiu que permanecem questões fundamentais sobre seu valor e função.

## Conexões interdisciplinares

### Psicologia da personalidade
Historicamente, os traços de personalidade foram considerados estáveis após os 30 anos. Desde 1994, descobriu-se que os traços podem mudar em resposta a eventos de transição na vida durante a meia‐idade e a terceira idade. Eventos de transição podem estar relacionados ao trabalho, relacionamentos ou à saúde. Níveis moderados de estresse foram associados a melhorias em traços como domínio e resiliência. Indivíduos que experienciam níveis moderados de estresse demonstram maior confiança em suas habilidades e melhor senso de controle sobre suas vidas. Além disso, esses níveis estão associados a uma recuperação bem‐sucedida ao nível basal após o estresse. Um indivíduo exposto moderadamente a eventos estressantes tem maior probabilidade de desenvolver habilidades de enfrentamento, buscar apoio e sentir-se mais confiante para superar adversidades.

#### Crescimento pós‐traumático e psicologia da personalidade
Experimentar um evento traumático pode desempenhar um papel transformador na personalidade de alguns indivíduos, facilitando o crescimento. Por exemplo, indivíduos que vivenciaram traumas demonstram maior otimismo, afeto positivo e satisfação com o apoio social, além de aumentos no número de recursos de suporte. De modo similar, pesquisas revelam mudanças de personalidade em cônjuges de pacientes com câncer terminal, sugerindo que essas transições traumáticas aumentam a orientação interpessoal, comportamentos pró‐sociais e confiabilidade.
Os desfechos dos eventos traumáticos podem ser afetados negativamente por fatores ocorridos durante e após o trauma, aumentando o risco de desenvolvimento de Transtorno de estresse pós-traumático ou outras dificuldades de saúde mental.
Além disso, as características do trauma e as dinâmicas de personalidade do indivíduo contribuem de forma independente para o crescimento pós‐traumático. Se os níveis de estresse forem muito baixos ou excessivos, o indivíduo não conseguirá lidar com a situação. Assim, as dinâmicas de personalidade podem facilitar ou impedir o crescimento, independentemente do impacto do trauma.

#### Achados mistos na psicologia da personalidade
Pesquisas sobre crescimento pós‐traumático estão emergindo no campo da psicologia da personalidade, com resultados variados. Vários pesquisadores examinaram o crescimento pós‐traumático e suas associações com o modelo dos cinco grandes traços de personalidade, constatando que ele está associado a maior afabilidade, abertura e extroversão. A afabilidade relaciona-se a comportamentos interpessoais como confiança, altruísmo, conformidade, honestidade e modéstia. Indivíduos afáveis tendem a buscar e receber apoio quando necessário. Pontuações elevadas em afabilidade podem facilitar o desenvolvimento do crescimento pós‐traumático.
Indivíduos com alta abertura tendem a ser mais curiosos, receptivos a novas experiências e emocionalmente sensíveis ao ambiente. Postula-se que, após um evento traumático, indivíduos com alta abertura reconsiderarão suas crenças e valores possivelmente alterados. Assim, a abertura é fundamental para facilitar o crescimento pós‐traumático. Indivíduos extrovertidos tendem a empregar estratégias de resolução de problemas, reestruturação cognitiva e a buscar mais apoio dos outros. Indivíduos extrovertidos tendem a adotar estratégias que favorecem o crescimento pós‐traumático. Estudos com veteranos e filhos de prisioneiros de guerra sugerem que abertura e extroversão contribuem para o crescimento pós‐traumático.
Pesquisas em amostras comunitárias sugerem que abertura, afabilidade e conscienciosidade contribuem para o crescimento pós‐traumático. Indivíduos com alta conscienciosidade tendem a regular melhor suas experiências internas, possuem maior autocontrole e buscam mais conquistas em diversas áreas. Assim, indivíduos conscienciosos são mais propensos a se ajustar melhor aos estressores e a manifestar crescimento pós‐traumático.
Outros estudos com cuidadores enlutados e estudantes universitários indicaram que o crescimento pós‐traumático está associado à extroversão, afabilidade e conscienciosidade. Assim, os achados que relacionam os traços dos "cinco grandes" com o crescimento pós‐traumático apresentam resultados mistos.

#### Dinâmicas de personalidade e tipos de trauma
Pesquisas recentes vêm examinando a influência dos tipos de trauma e das dinâmicas de personalidade no crescimento pós‐traumático. Indivíduos que prezam por padrões e organização tendem a desenvolver crescimento pós‐traumático e melhor saúde mental geral. Supõe-se que tais indivíduos consigam processar melhor o significado das dificuldades quando expostos a níveis moderados de estresse, facilitando o crescimento pessoal. Por outro lado, foi observado que indivíduos com dificuldade em regular-se têm menor probabilidade de desenvolver crescimento pós‐traumático e maior risco de desenvolver transtornos do espectro traumático e de humor. Isso está em linha com pesquisas anteriores que sugeriram que indivíduos com maior discrepância interna pontuam mais alto em neuroticismo e demonstram enfrentamento deficiente. O neuroticismo refere-se à tendência do indivíduo de reagir com emoções negativas diante de ameaças, frustrações ou perdas. Dessa forma, pessoas com alto neuroticismo e discrepância interna têm menor probabilidade de desenvolver crescimento pós‐traumático. Pesquisas também destacam a importância do processamento coletivo das experiências emocionais no crescimento pós‐traumático, pois indivíduos que conseguem engajar-se emocionalmente diante de crises tendem a aumentar sua resiliência e engajamento comunitário, contribuindo para maior crescimento individual e solidariedade.

#### Características da personalidade
Duas características que podem influenciar a capacidade de transformar o pós‐trauma de forma positiva são a extroversão e a abertura a novas experiências. Ademais, otimistas podem concentrar melhor seus recursos e se desvincular de problemas incontroláveis. A capacidade de lamentar e aceitar gradualmente o trauma também pode favorecer o crescimento. Diferenças individuais nas estratégias de enfrentamento podem direcionar alguns para uma espiral mal‐adaptativa, enquanto outros seguem uma espiral adaptativa. Assim, algum sucesso precoce no enfrentamento pode preceder o crescimento pós‐traumático. O nível de autoconfiança também pode influenciar a capacidade de persistir no crescimento ou, na ausência dela, levar ao abandono.

### Psicologia positiva
O crescimento pós‐traumático pode ser considerado uma forma de psicologia positiva. Na década de 1990, a psicologia passou a investigar desfechos positivos após o trauma, referindo-se a esse fenômeno como “mudanças positivas na vida”, “crescendo no pós‐sofrimento”, e “adaptação positiva ao trauma”. Mas não foi até que Tedeschi e Calhoun criaram o "Inventário de Crescimento Pós‐Traumático (PTGI)" em 1996 que o termo crescimento pós‐traumático (CPT) foi oficialmente cunhado. Aproximadamente na mesma época, emergiu uma nova área da psicologia centrada nas forças positivas.
A psicologia positiva estuda os processos mentais que promovem desfechos psicológicos favoráveis e indivíduos “saudáveis”. Essa abordagem foi proposta como resposta à psicologia voltada para a “doença mental”. Os ideais centrais da psicologia positiva incluem, entre outros:
- Traços positivos de personalidade (otimismo, bem-estar subjetivo, felicidade, autodeterminação)
- Autenticidade[52]
- Encontrar significado e propósito (autoatualização)[53]
- Espiritualidade[53]
- Relacionamentos interpessoais saudáveis[53]
- Satisfação com a vida[53]
- Gratidão[54]

O conceito de CPT é considerado parte do movimento da psicologia positiva. Embora o CPT se refira a mudanças psicológicas positivas pós‐trauma, ele integra as capacidades positivas do funcionamento mental, caracterizando-se como uma subcategoria da psicologia positiva.

#### Psicologia positiva e domínios do PTGI
Mudanças e desfechos psicológicos positivos são parte da psicologia positiva. O CPT representa as mudanças positivas ocorridas após o trauma. Os domínios do CPT são as diversas áreas de mudanças positivas possíveis após o trauma. O PTGI, instrumento criado por Tedeschi e Calhoun em 1996, mede o CPT nos seguintes domínios:
- Novas Possibilidades: Refere-se ao desenvolvimento de novos interesses, ao estabelecimento de um novo caminho de vida, à realização de melhores atividades, à abertura para novas oportunidades e à disposição para mudar o que for necessário.[50] Esse domínio pode ser comparado ao ideal central de “encontrar significado e propósito”.[53]
- Relacionar-se com os Outros: Inclui maior dependência dos outros em momentos de dificuldade, maior proximidade interpessoal, disposição para expressar emoções, aumento da compaixão, intensificação dos esforços nos relacionamentos, maior apreciação pelas qualidades alheias e aceitação da necessidade de apoio.[50] Este domínio relaciona-se com o ideal de “relacionamentos interpessoais saudáveis”.[53]
- Força Pessoal: Engloba o aumento da autoconfiança, maior capacidade para enfrentar dificuldades, melhor aceitação dos resultados da vida e a redescoberta da força mental.[50] Pode ser comparado aos traços positivos de personalidade, como autodeterminação e otimismo.[52]
- Mudança Espiritual: Diz respeito a uma compreensão mais aprofundada das questões espirituais e ao fortalecimento da fé, seja ela religiosa ou espiritual.[50] Esse domínio remete à “espiritualidade e autenticidade”.[53]
- Valorização da Vida: Abrange a reavaliação das prioridades, a maior valorização da própria vida e o aumento da apreciação de cada dia.[50] Este domínio pode ser comparado à “satisfação com a vida”.[53]

Em 2004, Tedeschi e Calhoun lançaram uma estrutura atualizada do CPT. A sobreposição entre psicologia positiva e crescimento pós‐traumático demonstra uma associação substancial entre ambas as abordagens. Entretanto, Tedeschi e Calhoun ressaltam que, embora esses domínios descrevam mudanças positivas, a presença do CPT não exclui processos negativos ou sintomas de aflição pós‐traumática.

#### Psicologia positiva e aplicações clínicas
Em ambiente clínico, o CPT é frequentemente incorporado à psicologia positiva tanto em metodologia quanto em metas terapêuticas. Intervenções de psicologia positiva (IPP) costumam adotar uma abordagem multidimensional, utilizando testes psicológicos para monitorar o progresso. Para intervenções clínicas voltadas à recuperação de traumas, geralmente há pelo menos uma medida do CPT. A maior parte da pesquisa e intervenção clínica pós‐traumática foca em avaliar os desfechos negativos, mas, do ponto de vista da psicologia positiva, uma abordagem baseada em forças pode ser mais adequada para a recuperação. Embora o CPT tenha sido medido com eficácia em diversas áreas da psicologia, ele tem obtido especial sucesso na psicologia da saúde.
Em ambientes de psicologia da saúde (hospitais, clínicas de cuidados prolongados, etc.), o bem‐estar (um ideal central da psicologia positiva) tem sido associado a maiores níveis de CPT em pacientes. O CPT é mais frequentemente observado nesses contextos quando se empregam IPP. Ainda que o foco seja promover a resiliência, Novas pesquisas sugerem que profissionais da saúde, médicos e enfermeiros também devem visar aumentar os desfechos psicológicos positivos (como o CPT) em suas metas terapêuticas. A resiliência é também central na psicologia positiva e tem papel no CPT, embora sua relação exata ainda seja investigada.

## Psico-oncologia
O estudo de pacientes com câncer contribuiu significativamente para a compreensão do CPT. Embora se necessite de mais pesquisas para estabelecer a prevalência do CPT relacionado ao câncer, há evidências crescentes de que altas taxas de pacientes experimentam algum tipo de crescimento positivo.

### Exposição ao trauma
Indivíduos diagnosticados com câncer podem enfrentar uma variedade de estressores ao longo de sua experiência. Além disso, o que é considerado traumático varia entre as pessoas. Por exemplo, sentimentos de incerteza ou medo da morte são comuns após o diagnóstico. O afeto pode advir tanto dos sintomas físicos da doença quanto dos tratamentos. O enfrentamento do câncer frequentemente traz mudanças significativas, como dificuldades econômicas ou reversões de papéis sociais. Entre os sobreviventes, o medo de recorrência é comum. Entes queridos e cuidadores também podem enfrentar estressores severos que conduzem ao CPT.
O impacto do trauma nesta população evidencia-se tanto em desfechos negativos quanto em crescimento. O Transtorno de estresse pós-traumático é mais comum entre pacientes com câncer do que na população geral, com taxas maiores em determinados tipos de câncer (por exemplo, câncer cerebral) e tratamentos (por exemplo, quimioterapia). O tipo de câncer também influencia o CPT, pois está mais fortemente associado ao crescimento em casos mais avançados. Estudos com pacientes oncológicos evidenciam que, embora alguns encontrem correlação entre TEPT e CPT, outros concluem que são construtos independentes.

### Fatores promotores
Diversas variáveis associam-se ao desenvolvimento do CPT em pacientes oncológicos, como apoio social, avaliação subjetiva da ameaça e estratégias de enfrentamento positivas. Em pacientes com câncer, esperança, otimismo, espiritualidade e estilos de enfrentamento positivos correlacionam-se com desfechos de CPT.
Poucas pesquisas investigaram se intervenções psicossociais podem favorecer o desenvolvimento do CPT. Uma meta‐análise recente de ensaios controlados randomizados constatou que intervenções psicossociais para pacientes com câncer, especialmente aquelas baseadas em mindfulness, mostram potencial na facilitação do CPT. Mais pesquisas são necessárias para compreender como tais intervenções impactam o CPT em populações oncológicas.

### Caracterizando os desfechos
O crescimento pós‐traumático manifesta-se de diversas formas na vida de pacientes e sobreviventes de câncer. Para os pacientes, o CPT costuma ser descrito em três categorias: 1) identificação de forças ou habilidades que os tornaram competentes diante da adversidade; 2) mudanças em relacionamentos pessoais, como maior proximidade ou apreço; e 3) uma maior valorização da vida ou fortalecimento da espiritualidade.
Jimmie Holland, pioneira na psico‐oncologia, ilustra exemplos de crescimento após o câncer em seu livro O Lado Humano do Câncer. Em sua narrativa, ela relata a história de Jim, cuja experiência de CPT alterou sua visão de vida e seus relacionamentos interpessoais. Após realizar radioterapia por câncer de corda vocal, Jim passou a valorizar a saúde e usou sua experiência para incentivar seus filhos a nunca fumarem. Além disso, sobreviventes de câncer frequentemente desenvolvem maior compaixão e propósito ao ajudar o próximo. Por exemplo, após sobreviver a um sarcoma osteogênico que resultou na amputação de sua perna, Sheila Kussner passou a visitar outros amputados em hospitais para oferecer suporte, e posteriormente arrecadou fundos para pesquisas oncológicas e instituiu o programa Hope and Cope no Hospital Geral Judeu de Montreal.

## Teorias e construtos relacionados

### Resiliência
Pesquisas em psicologia demonstram, de maneira geral, que as pessoas são resilientes. Por exemplo, Southwick e Charney, em estudo com 250 prisioneiros de guerra do Vietnã, mostraram que os participantes desenvolveram taxas de depressão e sintomas de Transtorno de estresse pós-traumático bem inferiores às esperadas. Donald Meichenbaum estimou que 60% dos norte-americanos experimentarão trauma ao longo da vida e, dentre estes, embora ninguém saia ileso, cerca de 70% demonstram resiliência e 30% sofrem efeitos prejudiciais. Da mesma forma, entre 150 milhões de mulheres nos EUA, 68 milhões serão vitimizadas, mas apenas 10% necessitarão de ajuda profissional em saúde mental.
A abordagem tradicional da psicologia à resiliência é orientada para o problema – assumindo que o TEPT é o problema e que ser resiliente significa evitar ou consertar esse problema para manter o bem‐estar no nível basal. Essa abordagem não reconhece o crescimento que pode ocorrer além do estado anterior. O conceito de florescimento na psicologia positiva procura preencher essa lacuna. Uma meta‐análise realizada por Shakespeare-Finch e Lurie-Beck indicou que existe associação entre os sintomas de TEPT e o crescimento pós‐traumático, rejeitando a hipótese nula de ausência de relação. A correlação observada depende da natureza do evento e da idade do indivíduo; por exemplo, sobreviventes de agressão sexual mostram menos crescimento do que sobreviventes de desastres naturais. Em suma, a meta‐análise demonstra que TEPT e crescimento pós‐traumático não são extremos mutuamente exclusivos, podendo coexistir durante um processo de florescimento.
É importante notar que, embora tanto a resiliência quanto o crescimento contribuam para o bem‐estar psicológico, eles não são a mesma coisa. Os Drs. Richard Tedeschi e Erika Felix ressaltam que a resiliência implica retornar ao estado anterior, enquanto o crescimento pós‐traumático promove uma transformação na forma de ser ou compreender o mundo. Frequentemente, experiências traumáticas forçam o indivíduo a reavaliar crenças, valores ou comportamentos em níveis cognitivo e emocional; assim, o crescimento pós‐traumático baseia-se na ideia de mudança, ao passo que a resiliência pressupõe o retorno às condições pré‐vias.

### Florescimento
Para compreender a importância do florescimento na experiência humana, é necessário reconhecer seu papel no contexto do trauma e sua distinção em relação à resiliência tradicional. Tanto o florescimento quanto a resiliência pressupõem a presença de adversidade. O'Leary e Ickovics propuseram um diagrama de quatro partes para a resposta humana à adversidade, que inclui: sucumbir à adversidade, sobreviver com qualidade de vida reduzida, resiliência (retorno ao nível basal) e florescimento. Florescer envolve não apenas a resiliência, mas uma melhoria além do nível de vida anterior à adversidade.
Embora o florescimento na psicologia positiva busque promover crescimento além da mera sobrevivência, alguns aspectos desse conceito permanecem ambíguos. Carver aponta que florescimento é difícil de definir objetivamente, distinguindo entre florescimento físico – com resultados mensuráveis – e florescimento psicológico – menos mensurável. Ele lista indicadores autorrelatáveis como maior aceitação de si, mudança de filosofia e de prioridades, os quais são difíceis de quantificar. Uma abordagem baseada na teoria dos sistemas dinâmicos tenta quantificar o florescimento como uma melhoria na adaptabilidade a futuros traumas, com base em modelos de atratores e bacias de atratores. Essa abordagem sugere que a reorganização comportamental é necessária para que comportamentos adaptativos se consolidem.
Em suma, embora florescimento seja algo inerentemente subjetivo, o trabalho de Meichenbaum com o Inventário de Crescimento Pós‐Traumático fornece um mapa mensurável, destacando cinco campos: relacionar-se com os outros, novas possibilidades, força pessoal, mudança espiritual e valorização da vida. Embora a literatura específica sobre “florescimento” seja escassa, diversas pesquisas nas áreas apontadas corroboram a possibilidade de crescimento positivo após adversidades.

### Desintegração positiva
A teoria da desintegração positiva, proposta por Kazimierz Dąbrowski, postula que sintomas como tensão e ansiedade podem ser indicativos de um processo de desintegração positiva. Segundo a teoria, quando um indivíduo rejeita valores anteriormente adotados – relacionados à sobrevivência física e ao seu lugar na sociedade – e adota novos valores que refletem seu potencial máximo, ocorre um estado transitório de desintegração que possibilita o crescimento. Indivíduos com alto potencial de desenvolvimento (por exemplo, com hiperexcitabilidade) teriam maior chance de reintegração em um nível mais elevado, o que poderia ser equiparado ao crescimento pós‐traumático, embora pesquisas adicionais sejam necessárias para confirmar essa equivalência.

### Aspectos
Outra abordagem para mensurar o florescimento é o Inventário de Crescimento Pós‐Traumático. O inventário possui 21 itens e foi desenvolvido para mensurar a extensão do crescimento pessoal após a adversidade, englobando cinco áreas: relacionar-se com os outros, novas possibilidades, força pessoal, mudança espiritual e valorização da vida. Uma versão resumida, com 10 itens (duas para cada subescala), também foi desenvolvida. Alguns estudos indicam que medidas autorrelatadas podem ser imprecisas, sugerindo necessidade de refinamento do inventário.
Um dos aspectos centrais do crescimento pós‐traumático é o relacionamento interpessoal. Estudos indicam que recursos de apoio social são essenciais para facilitar o florescimento, pois proporcionam uma base para a adaptação a futuras adversidades e reforçam a confiança para enfrentar novos desafios.
Além disso, uma meta‐análise de estudos qualitativos ressaltou que a coragem – que envolve aceitação da realidade, resolução de problemas e determinação – é um caminho para o florescimento, relacionando-se tanto à força pessoal quanto à exploração de novas possibilidades. Estudos sobre o enfrentamento do luto também demonstram que a criação de significado, por meio de narrativas e expressão criativa, contribui para o crescimento após a perda. Tal evidência é reforçada por estudos que apontam que fatores como idade, apoio social, tempo decorrido, religião e estratégias cognitivas ativas facilitam o crescimento.
O pensamento comparativo, que envolve considerar as diferenças positivas entre a situação atual e o período traumático, também tem sido associado ao aumento da empatia e ao desejo de ajudar o próximo, contribuindo para a construção de uma comunidade e para a autorreflexão.

### Críticas, preocupações e evidência objetiva
Embora o crescimento pós‐traumático seja frequentemente autorrelatado por pessoas de diversas culturas, surgiram preocupações por evidências objetivamente mensuráveis do crescimento serem escassas, levando alguns a questionarem se o CPT é real ou ilusório. A ideia de que o crescimento pode ser ilusório foi inicialmente proposta por Andreas Maercker e Tanja Zoellner, que sugeriram que as percepções de CPT apresentam dois aspectos: um transformador e construtivo e outro ilusório e autoenganoso, este último funcionando como mecanismo para dar sentido ao trauma, sem refletir necessariamente uma melhoria psicológica real. Adicionalmente, Adriel Boals propõe uma terceira vertente – o CPT percebido – sugerindo que relatos autorrelatados podem, muitas vezes, refletir um CPT ilusório, sendo mais comum nesse grupo do que o crescimento genuíno. Ainda, embora uma meta‐análise de Shakespeare-Finch e Lurie-Beck tenha evidenciado uma relação curvilínea forte entre TEPT e CPT – com CPT máximo quando o TEPT é moderado – vários estudos demonstram associação positiva entre ambos, o que alguns autores consideram contraditório à definição original do CPT.
Pesquisas mais recentes encontram evidências objetivas do CPT, como diferenças na expressão gênica e evidências de atividade cerebral.